# Бругерио
Бругерио (итал. Brugherio) је насеље у Италији у округу Монца и Бријанца, региону Ломбардија.
Према процени из 2011. у насељу је живело 33061 становника. Насеље се налази на надморској висини од 149 м.

## Становништво
| 1931. | 1936. | 1951.  | 1961.  | 1971.  | 1981.  | 1991.  | 2001.  | 2011.  |
| ----- | ----- | ------ | ------ | ------ | ------ | ------ | ------ | ------ |
| 8.776 | 9.747 | 11.730 | 15.263 | 25.369 | 28.712 | 29.849 | 31.470 | 33.170 |